# Chã Grande
Chã Grande es un municipio brasileño del estado de Pernambuco, distante a 82 km de la capital pernambucana Recife. El municipio es compuesto por el distrito sede y por los poblados Vila de Santa Luzia, Malhadinha y Beatriz Alves. Tiene una población estimada al 2020 de 21.815 habitantes.

## Historia
El poblamiento de Chã Grande se dio entre los años de 1875 y 1878 cuando personas provenientes de otras ciudades, principalmente de la ciudad de Vitória de Santo Antão, comenzaron a poblar las tierras que futuramente formarían la villa Mumbucas, propiedad de Joaquim Amaro.
La villa, que más tarde pasó a pertenecer a José Hacha, fue rebautizada recibiendo el nombre de Chã das Palmeiras, por estar localizada en una chã (terreno plano en lo alto de una colina) repleta de palmeras. Las palmeras fueron siendo cortadas para la construcción de viviendas, provocando el cambio de nombre a Chã Grande.
El municipio fue instalado el 15 de marzo de 1964 y creado por la Ley Provincial n.º 4961 el 20 de diciembre de 1963, siendo desglosado de la ciudad de Gravatá.